# Mainzer Hof

Das Mainzer Tor in der Stadtbefestigung, dahinter der Mainzer Hof

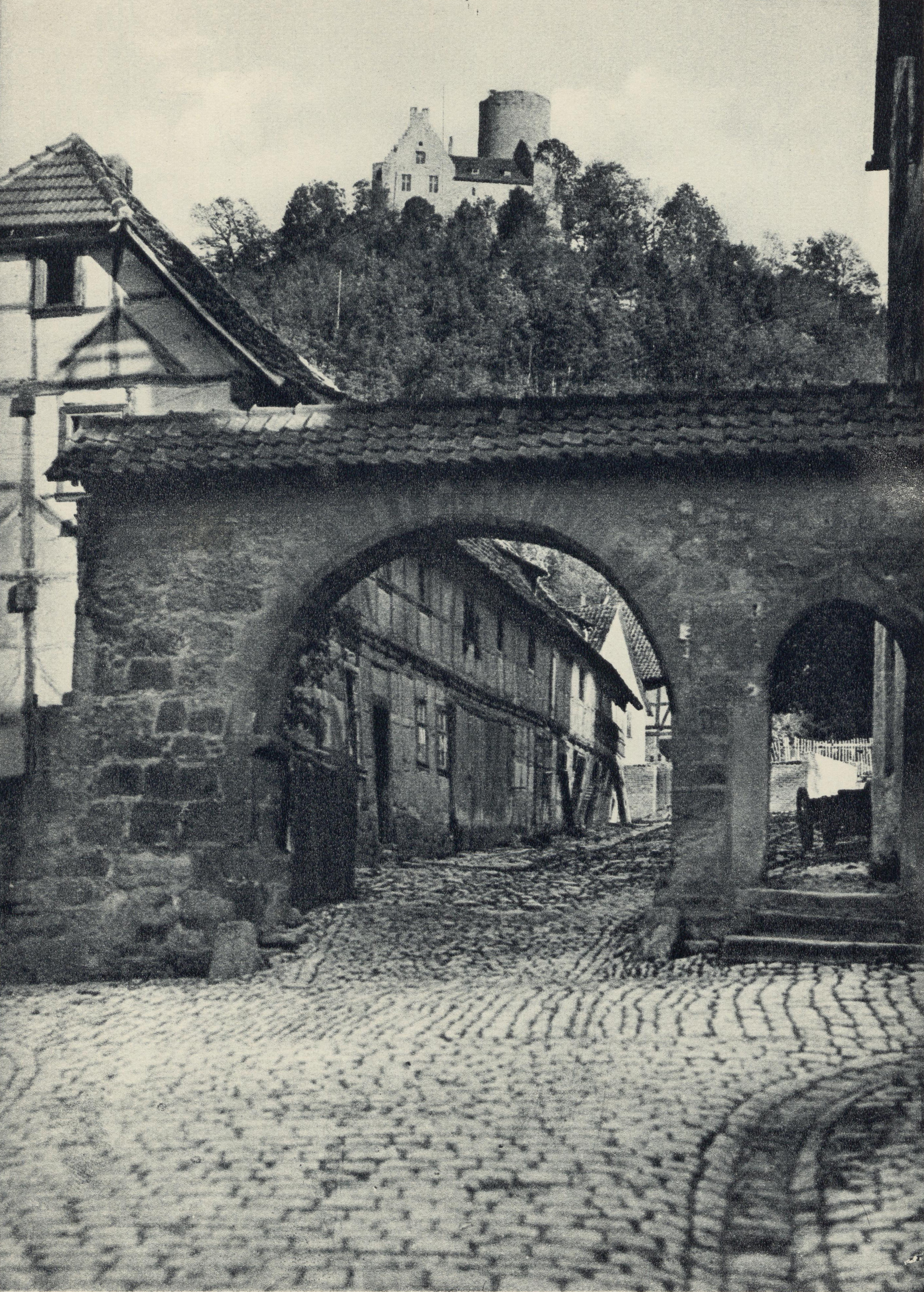
Das Mainzer Tor in den 1920er Jahren (vor 1925).

Der Mainzer Hof ist ein Baudenkmal in der Stadt Treffurt im Wartburgkreis in Thüringen. Er war einer von drei Amtshöfen der Stadt, von denen aus Treffurt bis ins 18. Jahrhundert verwaltet wurde. Zum Denkmalensemble Mainzer Hof gehört das Mainzer Tor.

## Lage
Der Mainzer Hof liegt nördlich oberhalb der Treffurter Altstadt am Fuße des Burgberges der Burg Normannstein. Unmittelbar nördlich entspringt die Normannsteinquelle. Östlich wird das Areal des Mainzer Hofes von der historischen Treffurter Stadtmauer begrenzt, welche in diesem Bereich aus einer Außenmauer und einer Stützmauer besteht und 2013 von der Stadt umfassend saniert wurde.

## Geschichte

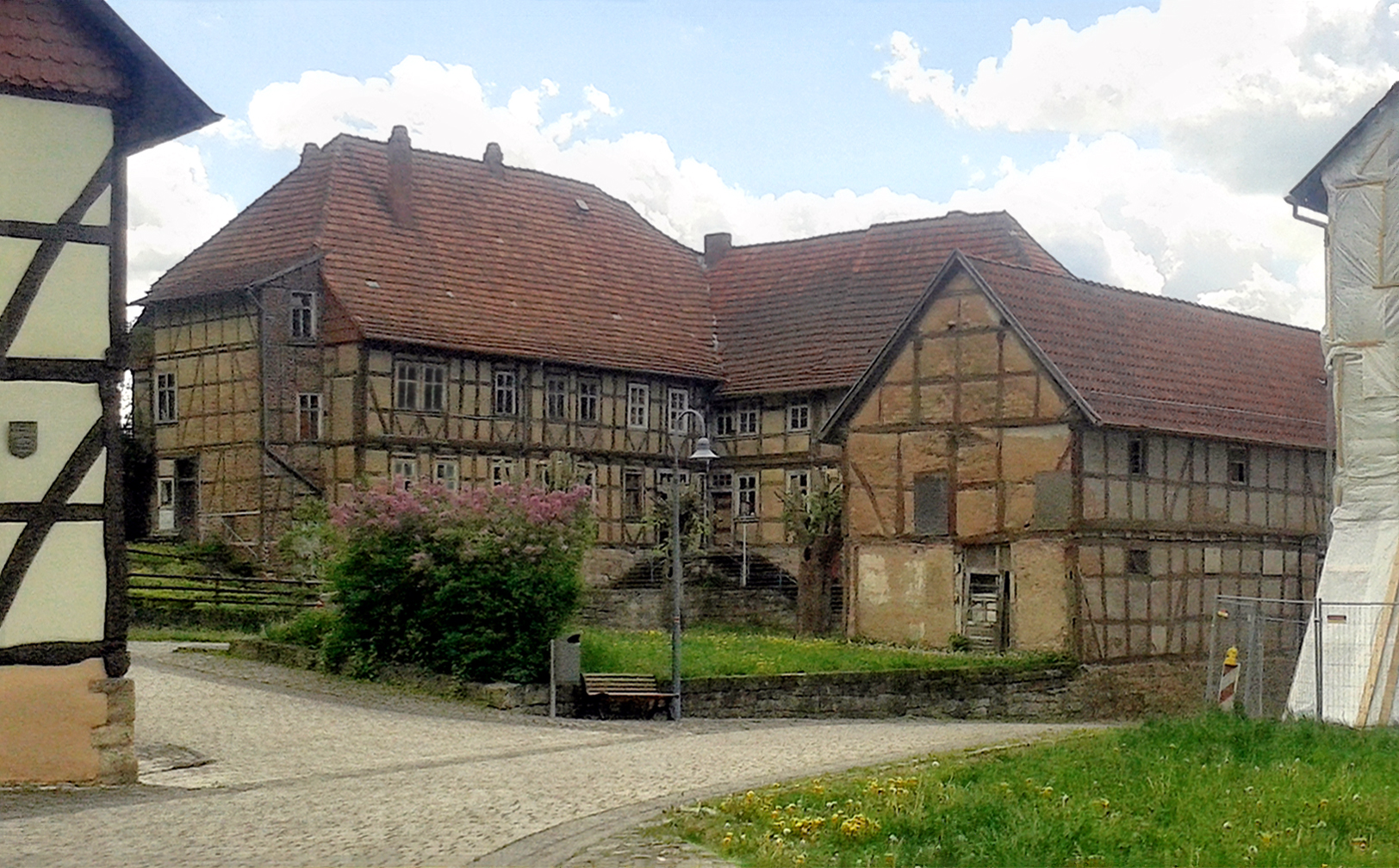
Der Mainzer Hof von Norden

Der Mainzer Hof wurde um 1600 als Amtshof des Kurmainzer Amtsmannes errichtet. Die Stadt Treffurt war zu dieser Zeit seit 1336 als Ganerbschaft Treffurt im Besitz von Kursachsen, Kurmainz und Hessen-Kassel, bis im 18. Jahrhundert Kurmainz die Landeshoheitsrechte allein übernahm. Zu Zeiten der Ganerbschaft diente der Mainzer Hof neben dem Sächsischen Hof und dem Hessischen Hof als einer von drei Amtshöfen, von denen aus die Stadt verwaltet wurde; nach dem Ende der Ganerbschaft diente der Mainzer Hof noch bis 1802 als Amtssitz der Kurmainzer Verwaltung. 1821 erwarb der Landrat des Landkreises Mühlhausen, Carl von Hagen, den Hof und nutzte ihn für den Rest seiner Dienst- und Lebenszeit als Landratssitz. Von Hagen ließ zu diesem Zweck auch den 100 Meter östlich liegenden Stadtpark anlegen. Nach von Hagens Tod 1837 verkauften dessen Erben den Mainzer Hof 1860 an die Stadt Treffurt. Diese nutzte das Haupthaus bis ins zwanzigste Jahrhundert als Wohnhaus für Mietwohnungen; die Wirtschaftsgebäude verfielen. Das Haupthaus wurde im Laufe der Jahrhunderte mehrfach umgebaut und renoviert, die bis heute erhaltene Fachwerkfassade wurde zuletzt im 19. Jahrhundert großflächig verändert. 
Heute besteht der Mainzer Hof aus dem Haupthaus, einem Gesindehaus, einer Fachwerkscheune und dem markanten Torbogen. Das leerstehende, ruinöse Gebäudeensemble steht derzeit zum Verkauf. Ein Gutachten aus dem Jahr 2012 belegt, dass die Gebäude nicht einsturzgefährdet und denkmalfachlich bedeutsam sind, vor allem wegen erhaltener Balkenverzierungen und der wertvollen Fachwerkstruktur.